# Трущини
Трущини (пол. Truszczyny) — село в Польщі, у гміні Рибно Дзялдовського повіту Вармінсько-Мазурського воєводства.
Населення — 281 особа (2011).
У 1975-1998 роках село належало до Цехановського воєводства.

## Демографія
Демографічна структура станом на 31 березня 2011 року:
|          | Загалом | Допрацездатний вік | Працездатний вік | Постпрацездатний вік |
| -------- | ------- | ------------------ | ---------------- | -------------------- |
| Чоловіки | 159     | 42                 | 101              | 16                   |
| Жінки    | 122     | 32                 | 68               | 22                   |
| Разом    | 281     | 74                 | 169              | 38                   |